# Kazimir Severinovič Malevič
Kazimir Severinovič Malevič (in russo Казими́р Севери́нович Мале́вич?; in ucraino Казимир Северинович Малевич?, Kazymyr Severynovyč Malevyč; in polacco Kazimierz Malewicz; Kiev, 23 febbraio 1879 – Leningrado, 15 maggio 1935) è stato un pittore, insegnante e urbanista ucraino naturalizzato ucraino poi sovietico, di origini polacche, nato nel Governatorato di Kiev dell'Impero russo. Fu un pioniere dell'astrattismo geometrico e delle avanguardie ucraine.
Studiò all'Accademia privata di Rerberg a Mosca. Nel 1913 fondò l'avanguardia artistica chiamata suprematismo.

## Biografia
Kazimir Severinovič Malevič nacque il 23 febbraio 1879 presso Kiev, nell'allora Impero russo, da Ludwika e Seweryn Malewicz. Cresciuto in mezzo alla campagna ucraina, e fu li, che trasse ispirazioni per i suoi dipinti.  I motivi popolari degli asciugamani ricamati, le casette bianche, campi di grano e girasoli del villaggio ucraino si rifflettevano nei suoi dipinti d'avanguardia. Il suo Quadrato Nero divenne un simbolo della nuova arte di forme e colori puri. Alcuni vedono un profondo sottotesto ucraino in questo quadro, poiché rispecchia "quadro nero", il simbolo della distruzione totale[anche via Golodomor] della campagna ucraina da parte delle autorità sovietiche.  
All'età di 25 anni, nel 1904 si trasferi a Mosca, dove studiò privatamente nell'atelier di Fëdor Rerberg. Nei primi anni della sua carriera artistica sperimentò vari stili moderni e partecipò alle principali mostre dell'avanguardia: fu presente, con Vasilij Kandinskij e Michail Larionov, a quella dell'Associazione degli Artisti di Mosca e, nel 1910, a quella del gruppo Fante di Quadri.
Nel 1912 i suoi dipinti neoprimitivisti di soggetto contadino furono esposti alla mostra La coda dell'asino. Dopo questo evento, Malevič lasciò il gruppo di Larionov. Nel 1913, con il compositore Michail Matjušin e con lo scrittore Aleksej Kručënych elaborò il manifesto dei Primo Congresso Futurista. Nello stesso anno Malevič disegnò scene e costumi per l'opera Vittoria sul Sole di Matjušin e Kručënych. Nel 1914 fu presente al Salon des Indépendants di Parigi.
All'ultima mostra futurista 0.10 che si tenne nel 1915 a Pietrogrado, Malevič lanciò il suprematismo, con la sua pittura astratta e geometrica. Dal 1919 studiò applicazioni tridimensionali del suprematismo con modellini architettonici. Negli anni successivi alla rivoluzione bolscevica del 1917, Malevič e altri artisti dell'avanguardia vennero sostenuti dal governo sovietico e ottennero quindi alti incarichi nel campo amministrativo e nell'insegnamento dell'arte. Nel 1919 Malevič iniziò l'attività di docente all'Istituto d'Arte di Vicebsk, del quale divenne poco dopo direttore.
Dal 1919 al 1920 una personale di Malevič fu allestita alla Sedicesima Mostra di Stato a Mosca, dedicata al suprematismo e agli altri stili astratti. Con i suoi allievi di Vicebsk, Malevič dette vita al gruppo suprematista UNOVIS. Dal 1922 al 1927 insegnò all'Istituto di Cultura Artistica di Leningrado e tra il 1914 e il 1926 lavorò prevalentemente a modellini architettonici con un gruppo di allievi.
Nel 1927 Malevič si recò a Varsavia per presentare una mostra dei suoi dipinti; successivamente fu a Berlino, dove le sue opere vennero esposte alla Grosse Berliner Kunstausstellung. Durante la permanenza in Germania conobbe Jean Arp, Kurt Schwitters, Naum Gabo e Le Corbusier, e visitò il Bauhaus. Nel 1929 si tenne alla Galleria Tret'jakov di Mosca una personale di Malevič. A causa del rifiuto di collaborazione con i bolscevichi di Mosca [si rifiutava dipingere i quadri propagandistici, raffiguranti bolshevismo e comunismo perfetto ] Malevič fu accusato di spionaggio e arrestato nel 1930. Gran parte dei suoi dipinti vennero distrutti.  Dopo mesi di torture in carcere,torno a casa malato e molto spaventato. Negli ultimi anni di vita dipinse opere di genere figurativo. 
Malevič morì a Leningrado il 15 maggio 1935, per un tumore alla prostata.
Sua ultima volontà fu : essere sepolto in una cassa a forma di cubo, simbolo del Suprematismo,come forma di movimento artistico ,da lui creato.
Purtroppo,come maggior parte dei suoi quadri, anche la tomba del pittore fu distrutta dal governo sovietico. Sul posto della sua sepoltura,in periferia della Mosca, nei anni successivi era stato costruito un quartiere residenziale.
Il 22 ottobre 2021 ispirò la mostra del collettivo Kosmica KRD dal nome KRD vs. Krasnyj Kvadrat, che ebbe luogo a Trieste presso la "Stazione Rogers".

## Suprematismo

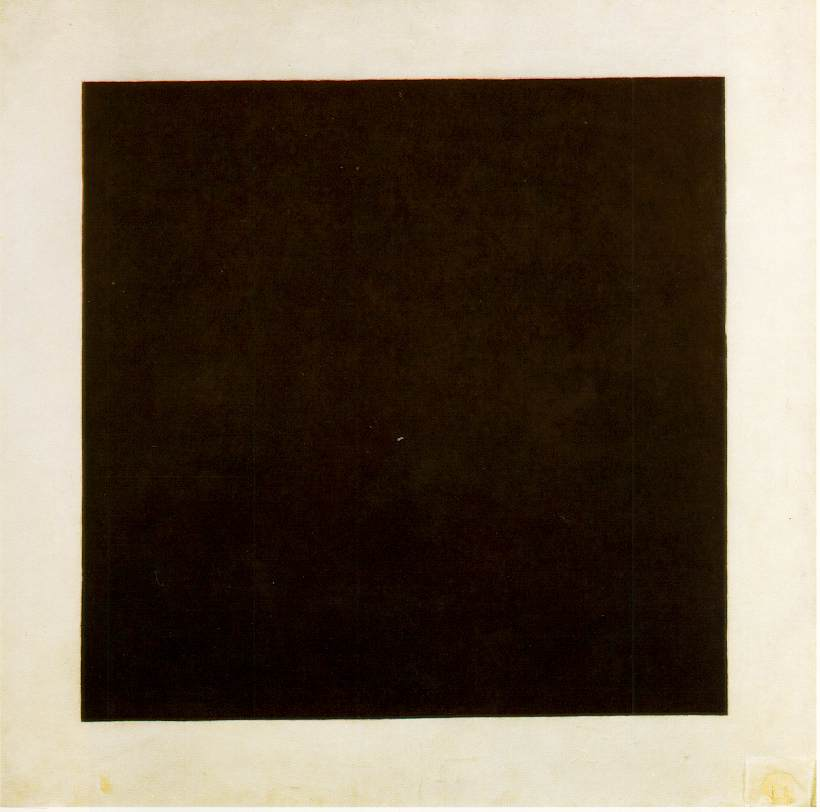
Quadrato nero, 1915, olio su tela, Galleria Tret'jakov

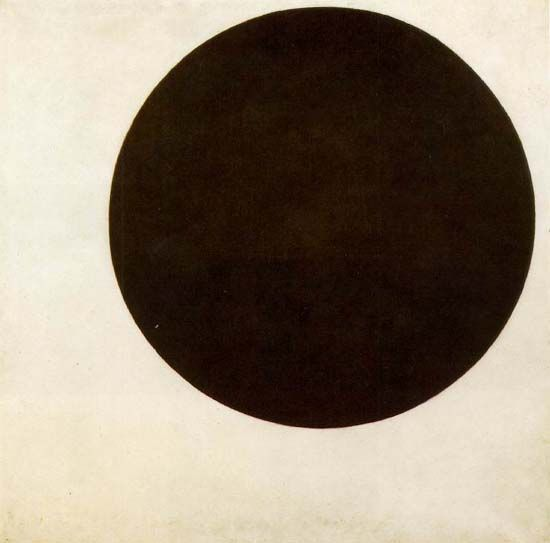
Cerchio nero, 1915

Suprematismo deriva da "supremazia", nel senso che Kazimir Malevič, nel fondare il Suprematismo, auspicava la supremazia assoluta della sensibilità plastica. Malevič lo spiega chiaramente: "Per suprematismo intendo la supremazia della sensibilità pura nell'arte. Dal punto di vista dei suprematisti le apparenze esteriori della natura non offrono alcun interesse; solo la sensibilità è essenziale. L'oggetto in sé non significa nulla. L'arte perviene col suprematismo all'espressione pura senza rappresentazione".
Esistono due distinte epoche del Suprematismo. La prima, del Suprematismo Meccanico, va dal 1913 al 1915, ed appartiene al periodo cubofuturista, mentre la seconda è del Suprematismo Cosmico, il cui manifesto apparve nel 1915.
Per una serie di circostanze non si conosce ancora bene la traiettoria completa del Suprematismo. Vari scritti di Malevič non sono stati ancora tradotti, altri lo sono stati in maniera inesatta e confusa. I suoi quadri e i documenti sono rimasti custoditi in cantine, inaccessibili o non pienamente accessibili fino ad ora, del Museo russo di San Pietroburgo e infine la confusione si aggrava per non avere egli stesso datato varie delle sue opere.
Le opere che, fino alla caduta dell'Unione Sovietica, si conoscevano nel resto d'Europa sono quelle che Malevič espose a Berlino nel 1927 (circa settanta pitture ed altrettanti disegni, più alcuni quaderni di appunti), e che vi lasciò, essendogli stato ordinato di ritornare urgentemente a Mosca, dove fu accusato di spionaggio e arrestato.

## Opere
- Provincia - (1907 ca., Amsterdam, Stedelijk Museum)
- Autoritratto - (1908-10, Galleria Tret'jakov, Mosca)
- Il taglialegna - (1911, Amsterdam, Stedelijk Museum)
- Quadrato nero su fondo bianco - (1913, San Pietroburgo, Museo Russo)
- Un uomo inglese a Mosca - (1913-1914, Amsterdam, Stedelijk Museum)
- Quadrato nero - (1914-15)
- Quadrato rosso - (1915)
- Quattro quadrati - (1915, Saratov, Museo d'Arte Radishchev)
- Giallo, arancione, verde - (1916, Amsterdam, Stedelijk Museum)
- Composizione suprematista: bianco su bianco - (1918, New York, Museum of Modern Art)
- Composizione non figurativa (1925)
- Donne in un campo ucraino (1928-29)
- Paesaggio con cinque case (1928-32)
- Cavalleria rossa (1928-32)
- Ragazza con bastone rosso (1932-33)
- Supremus n.56 - (1936, San Pietroburgo, Museo Russo)

### Galleria d'immagini

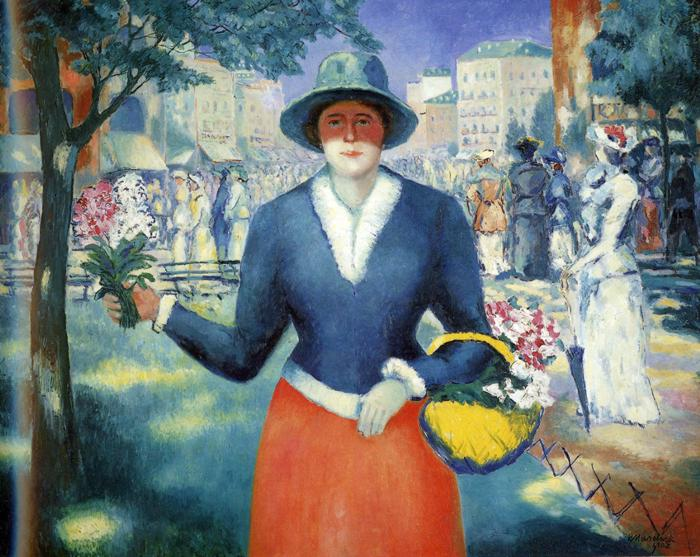
La fioraia, 1903
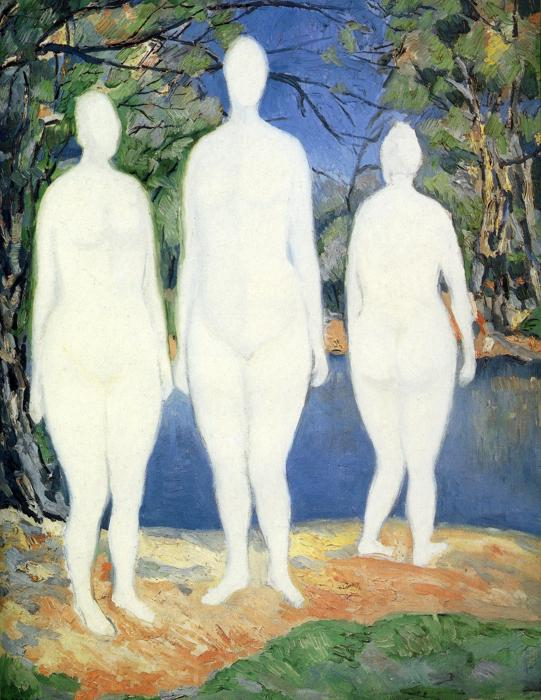
Bagnanti, 1908
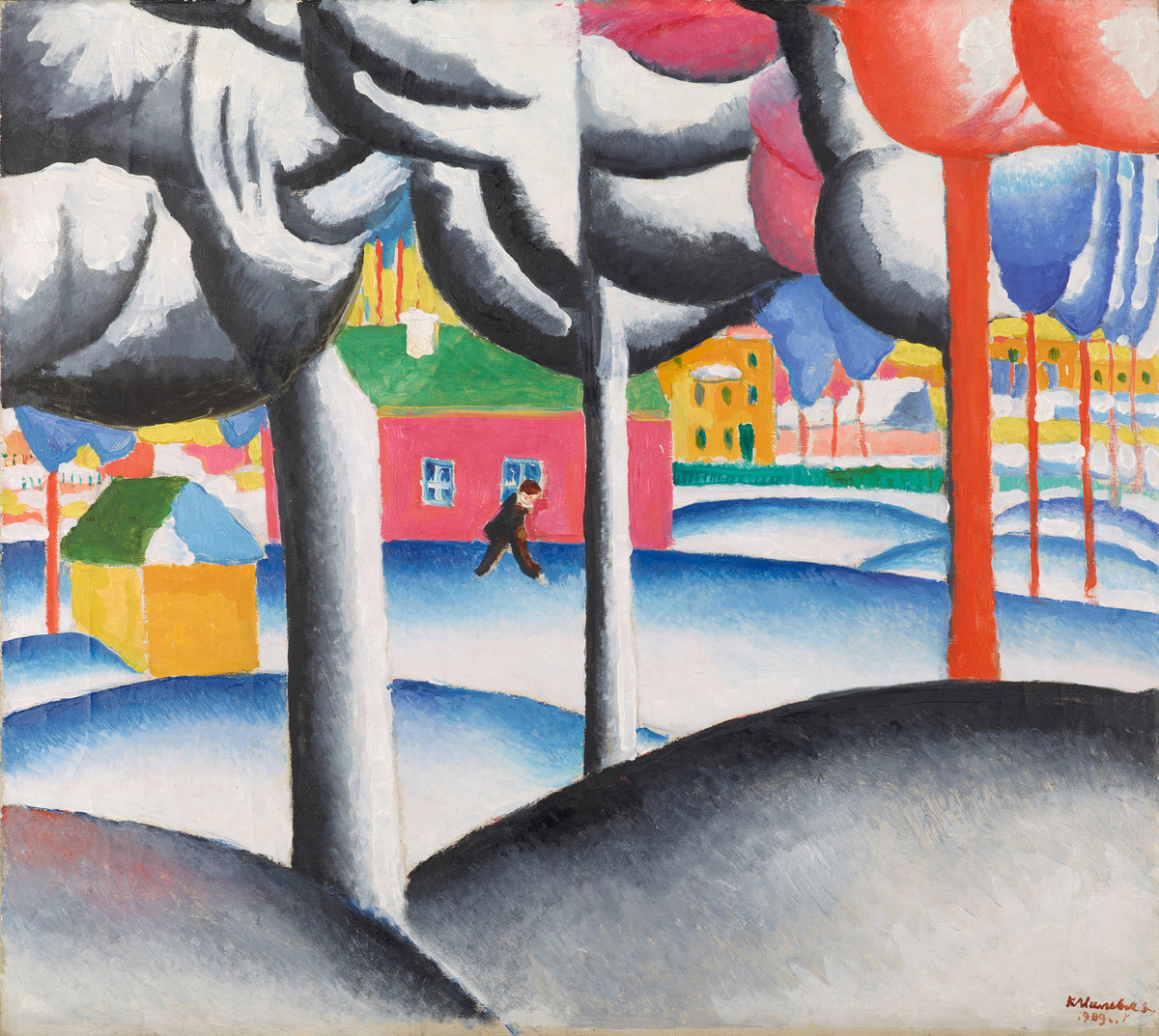
Inverno, 1909
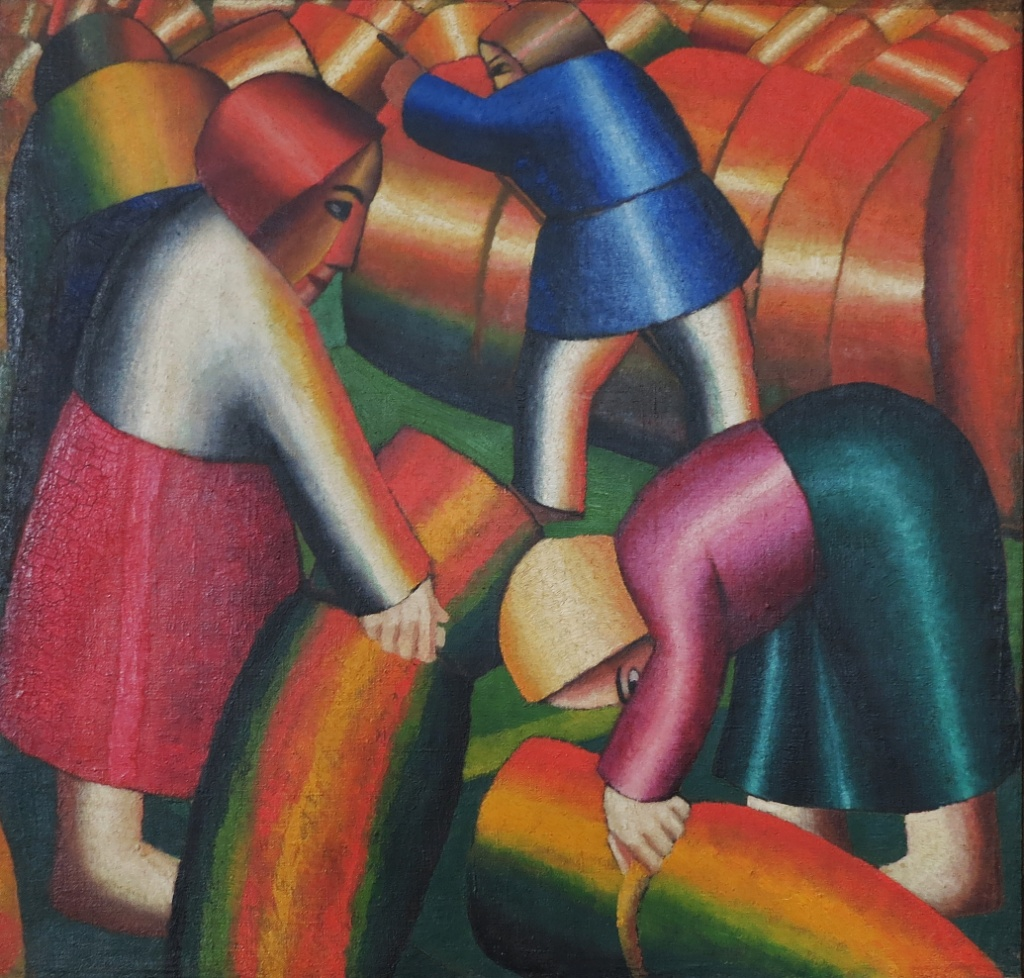
La raccolta della segale, 1911
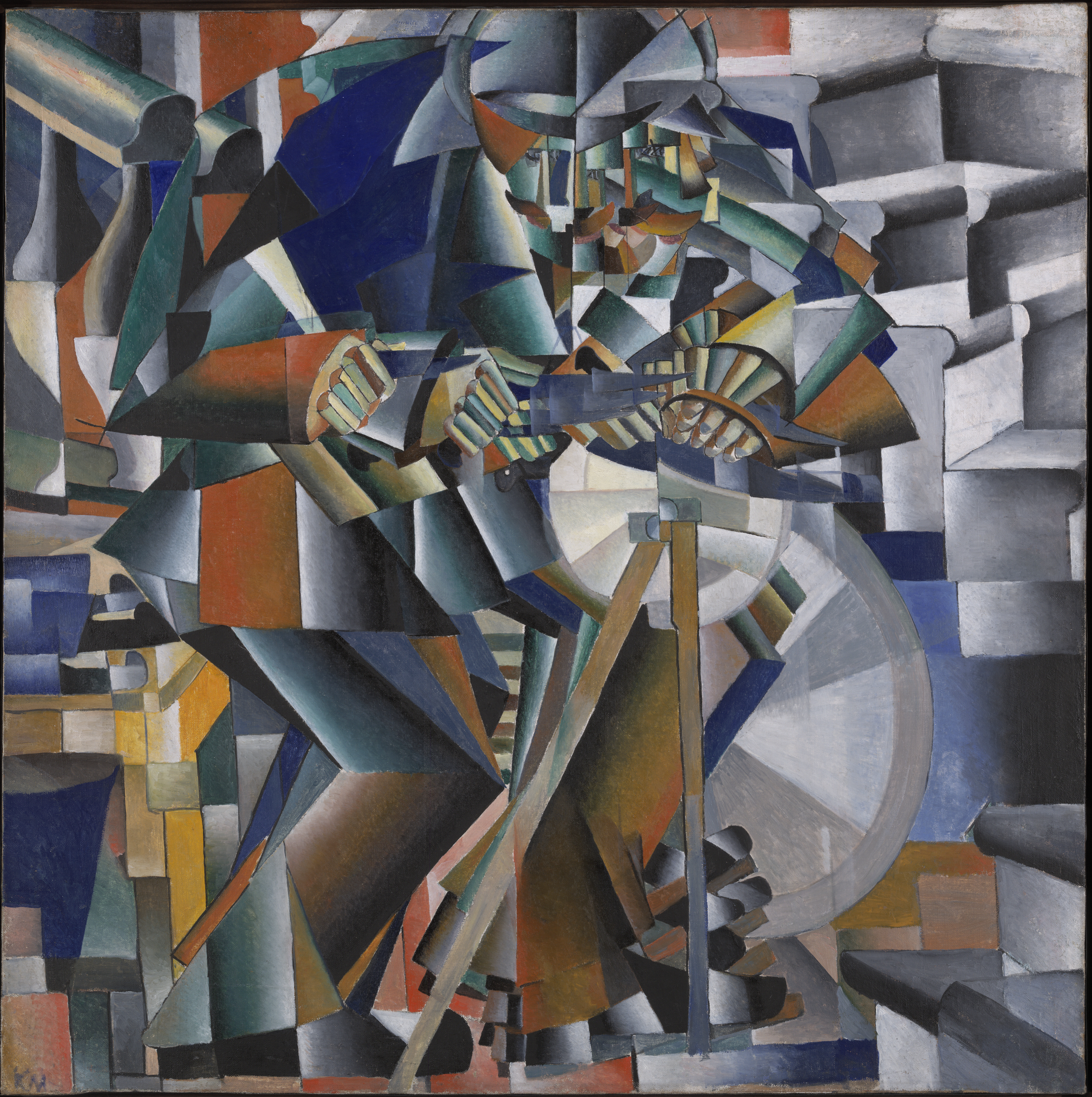
L'arrotino, 1912
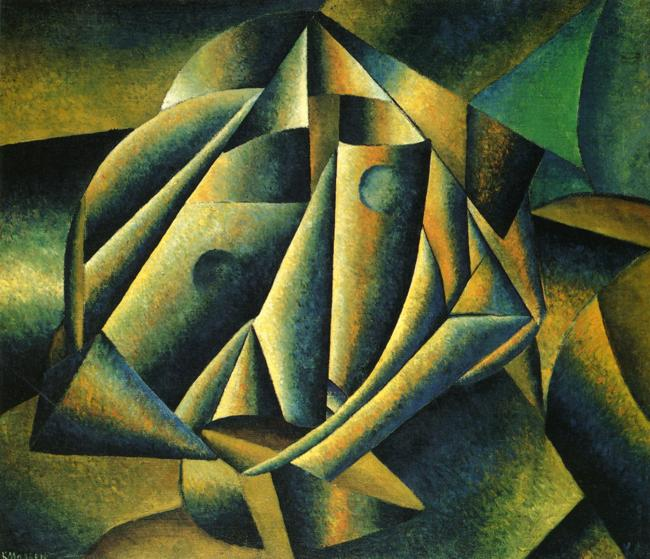
Testa di una contadina ucraina, 1912-1913
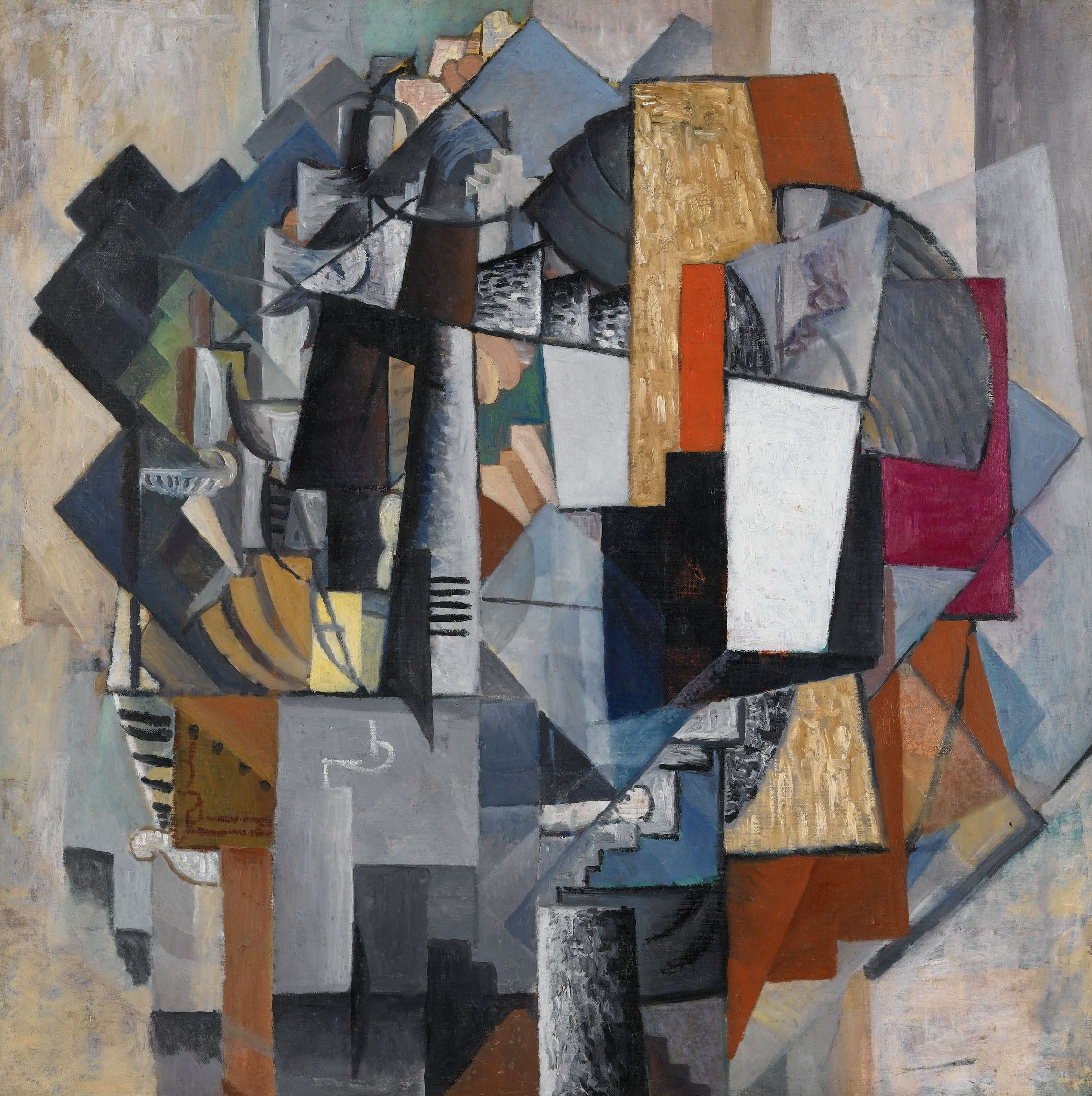
Ufficio e stanza, 1913
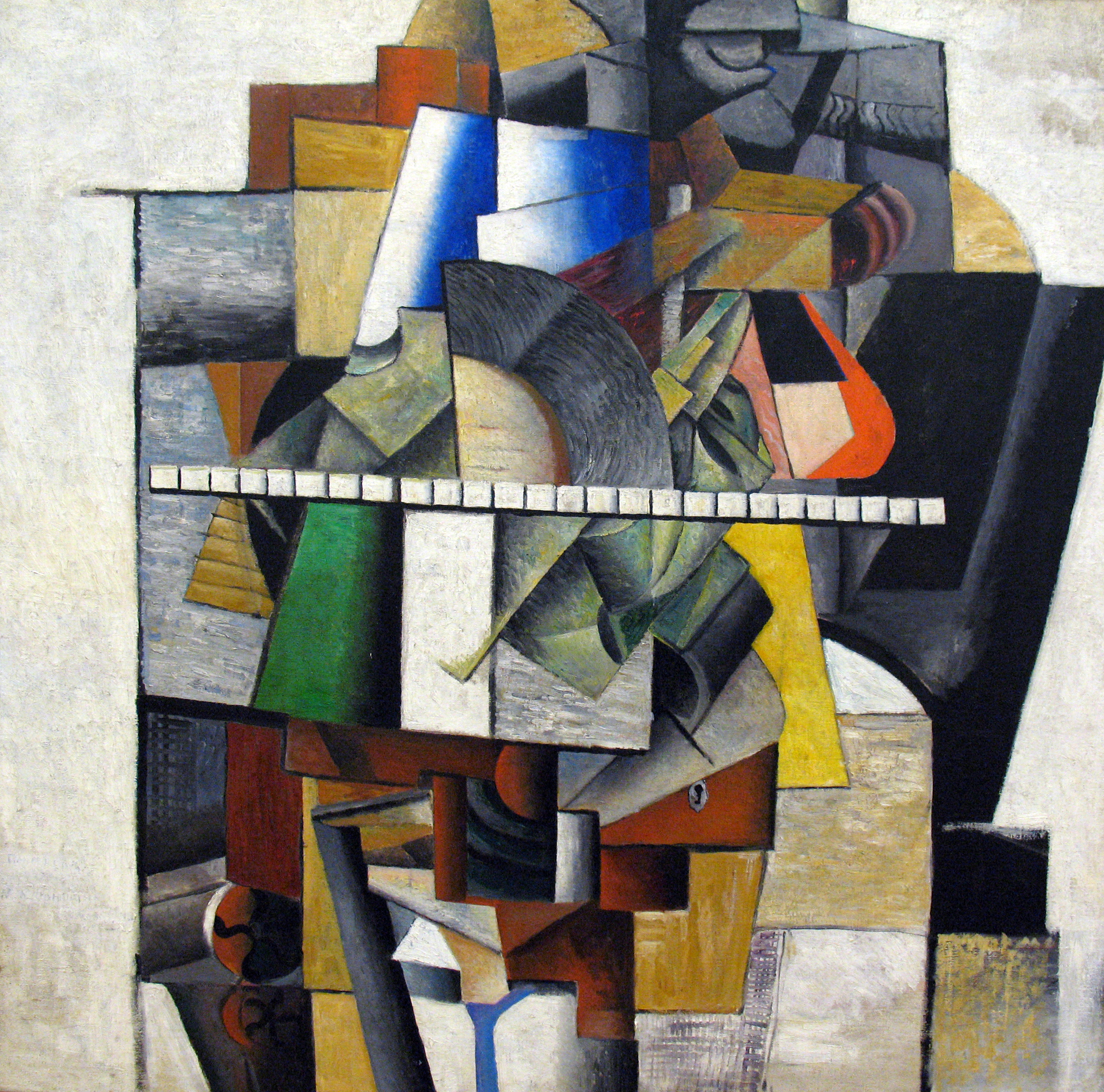
Ritratto di Matjušin, 1913
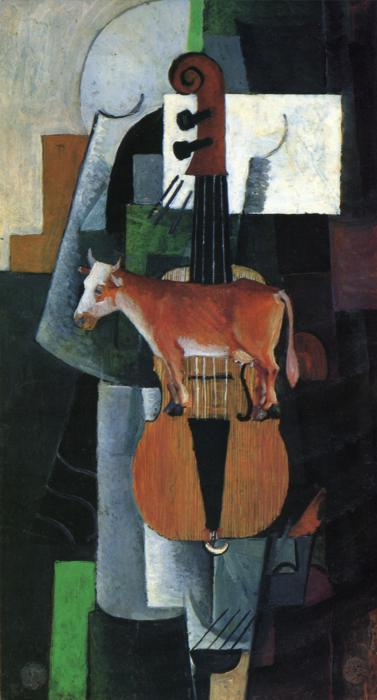
Mucca e violino, 1913
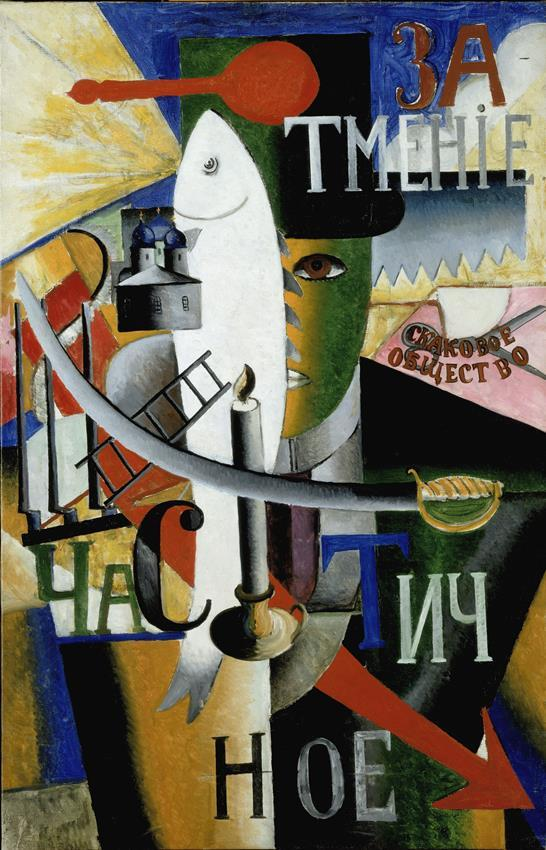
Un inglese a Mosca, 1914
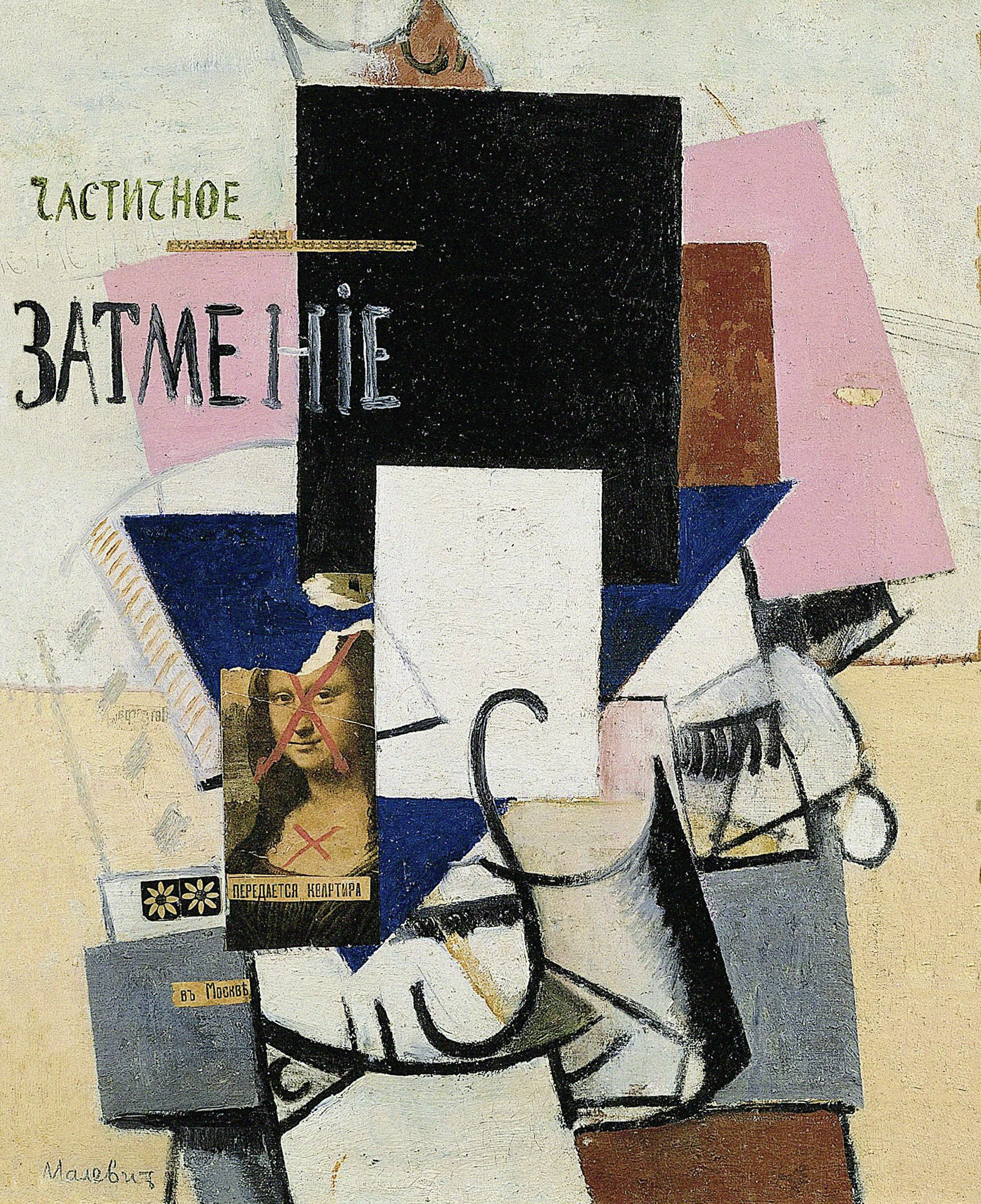
Composizione con la Monna Lisa, 1914
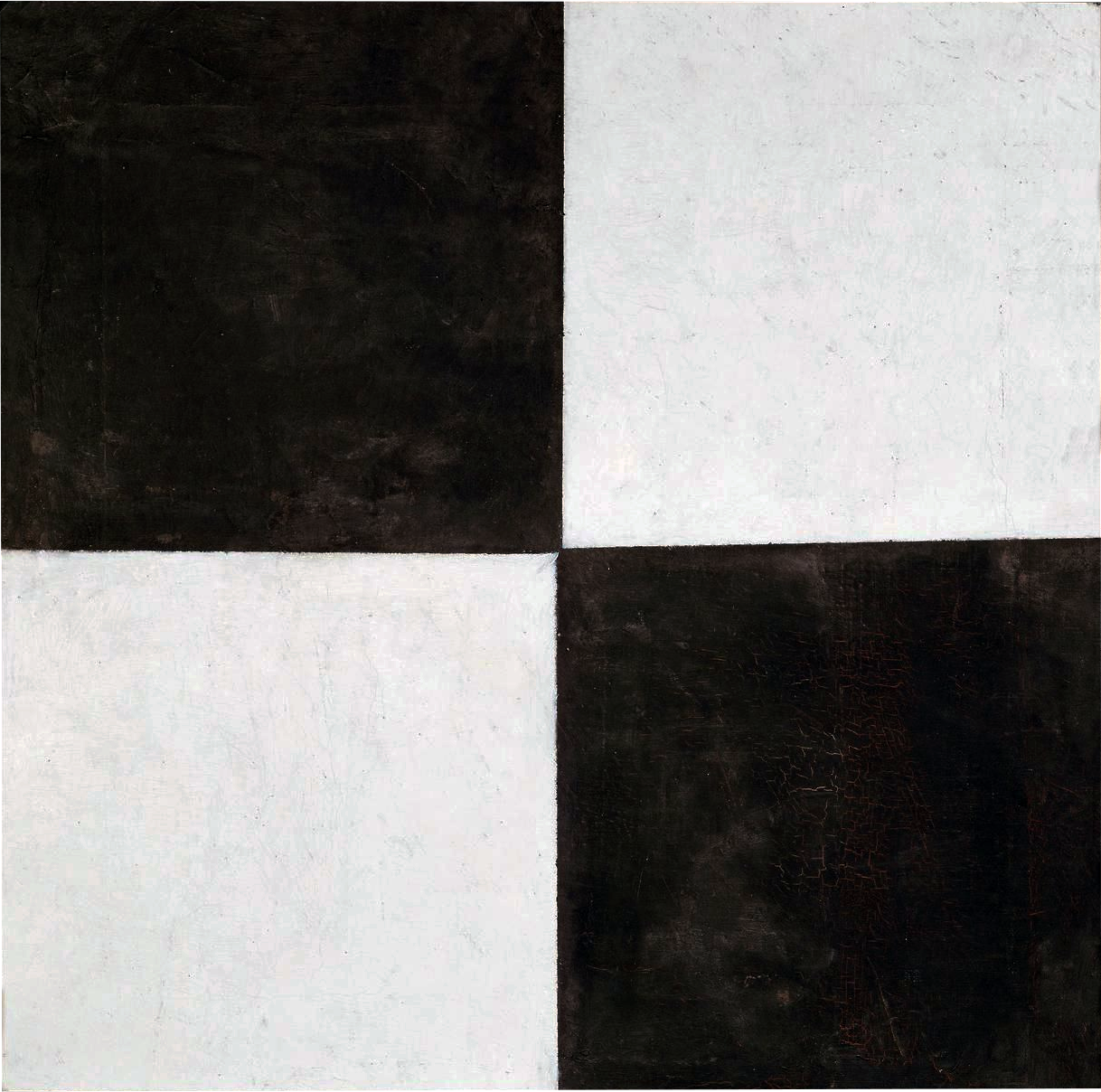
Quattro quadrati, 1915
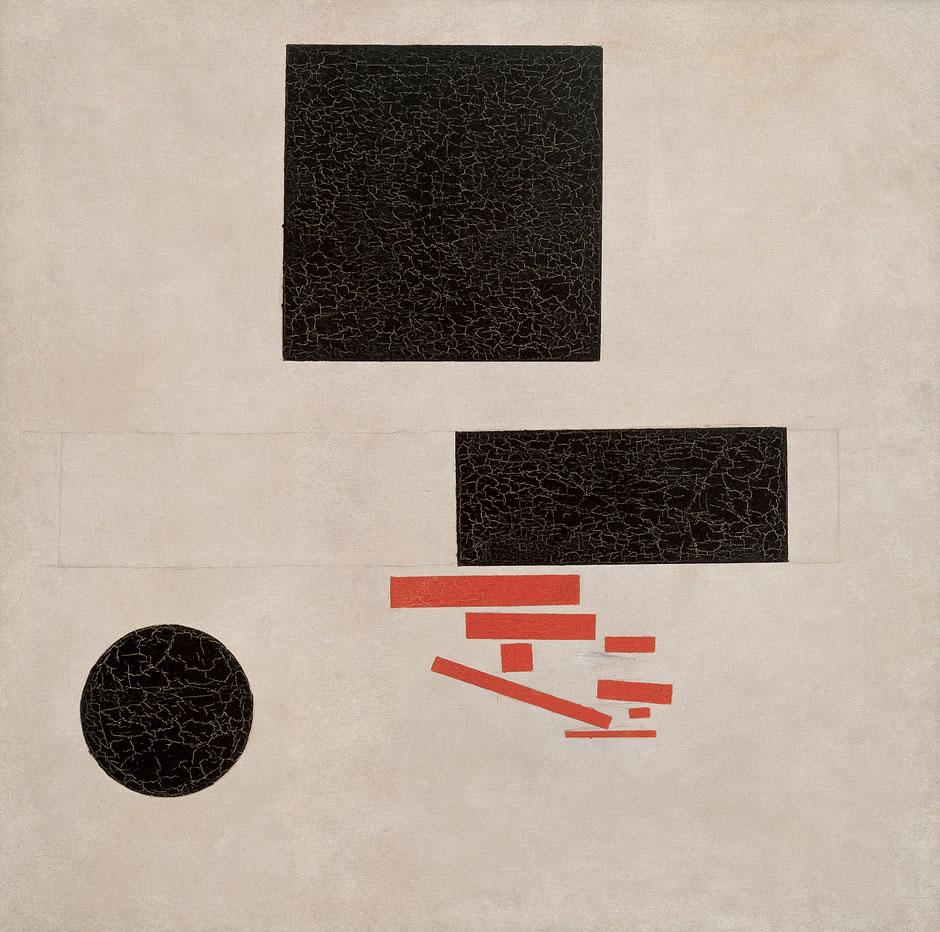
Composizione suprematista, 1915
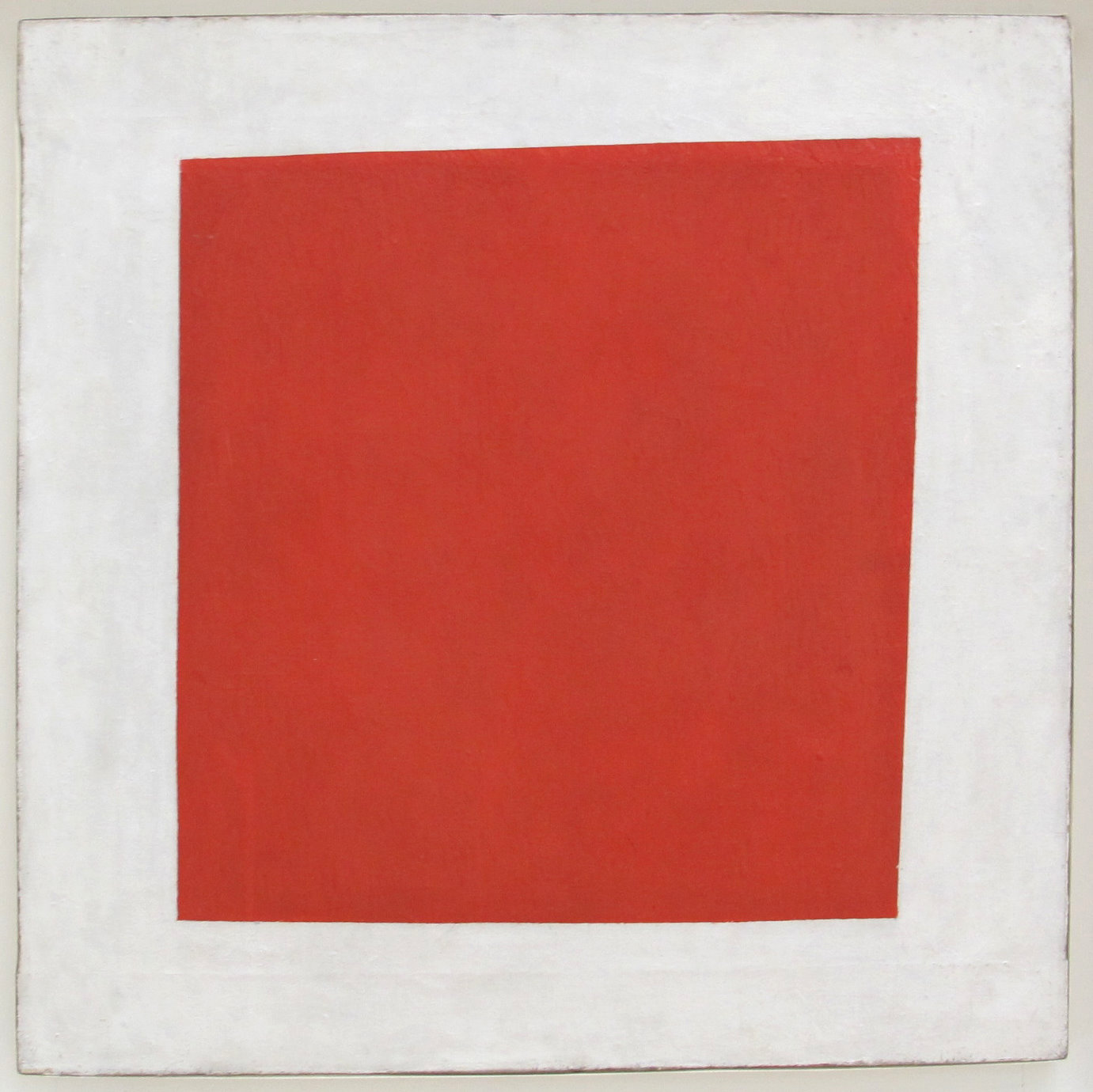
Quadrato rosso - Realismo del pittore di una campagnola in due dimensioni, 1915.
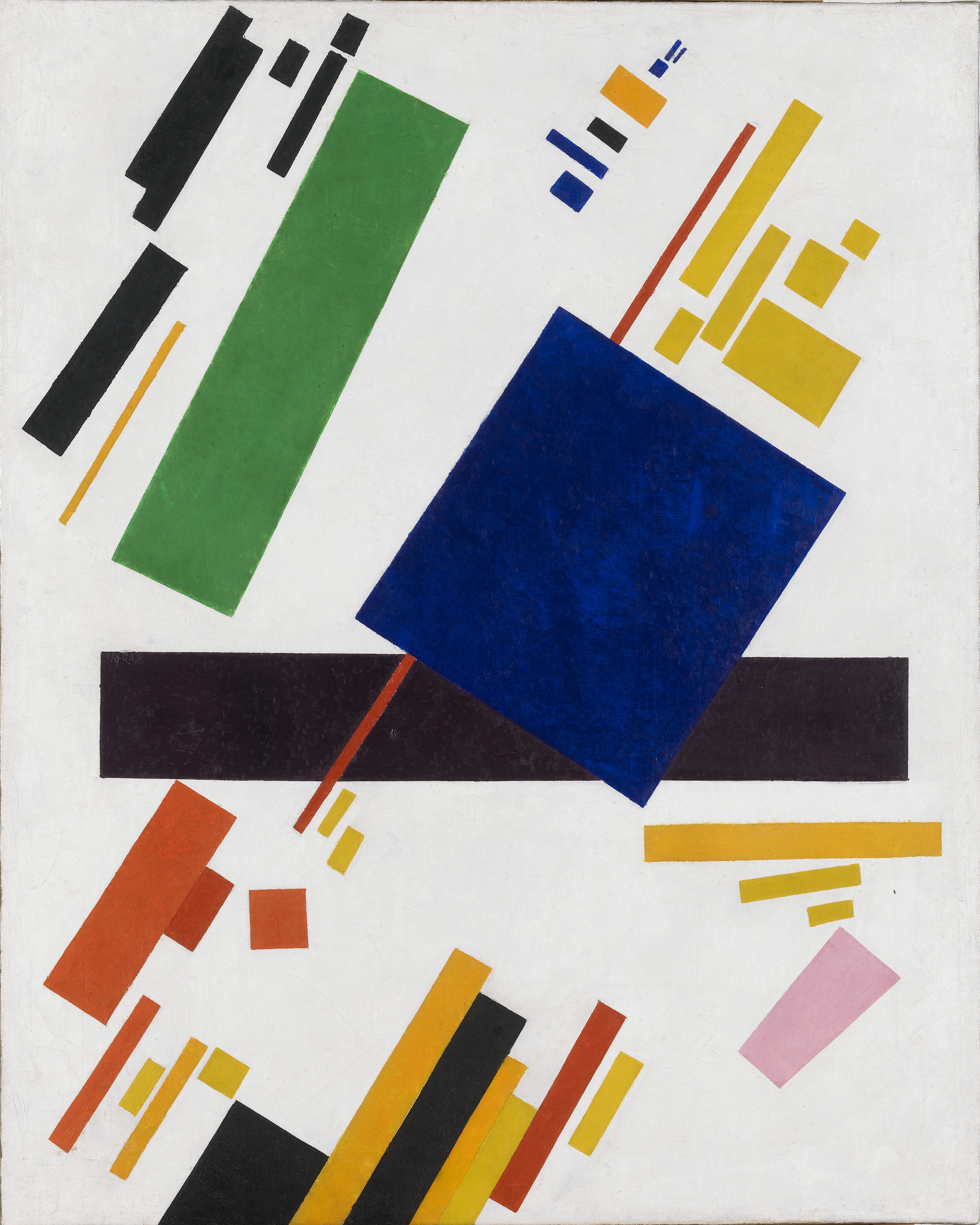
Compositione suprematista, 1916
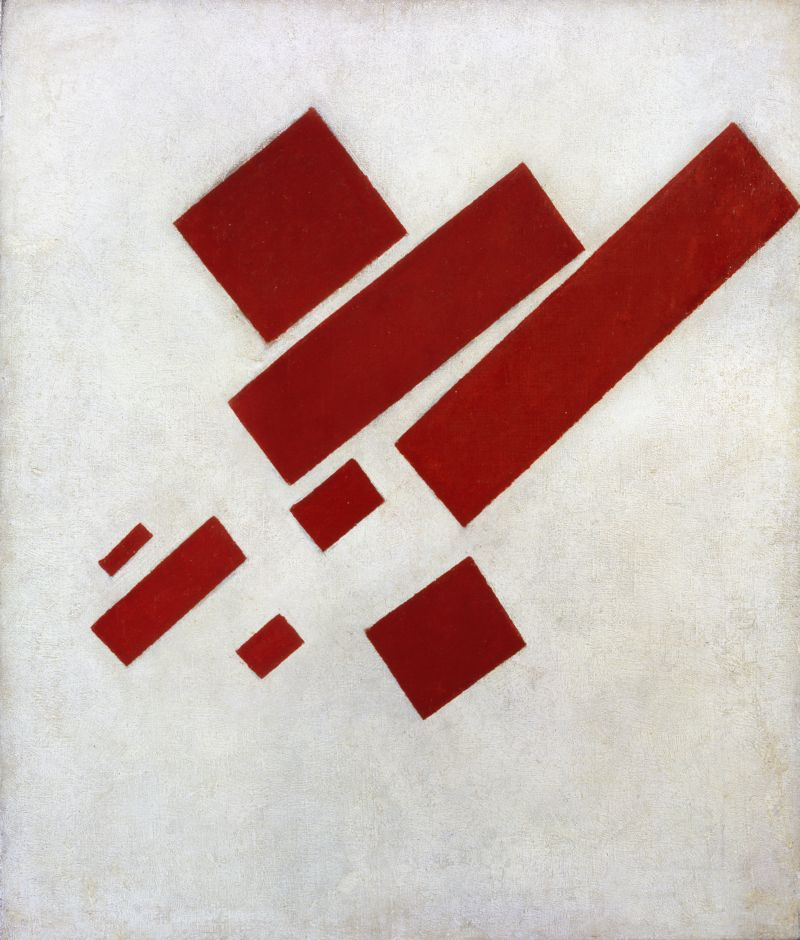
Dipinto suprematista - Otto rettangoli rossi, 1915
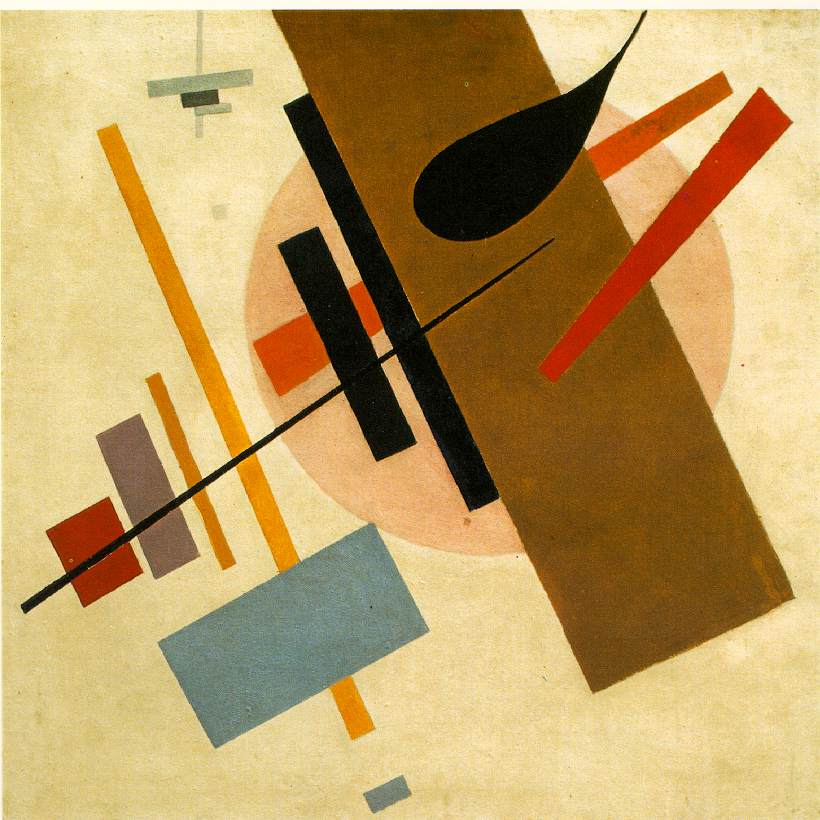
Suprematismo, Museo d'arte, Krasnodar 1916
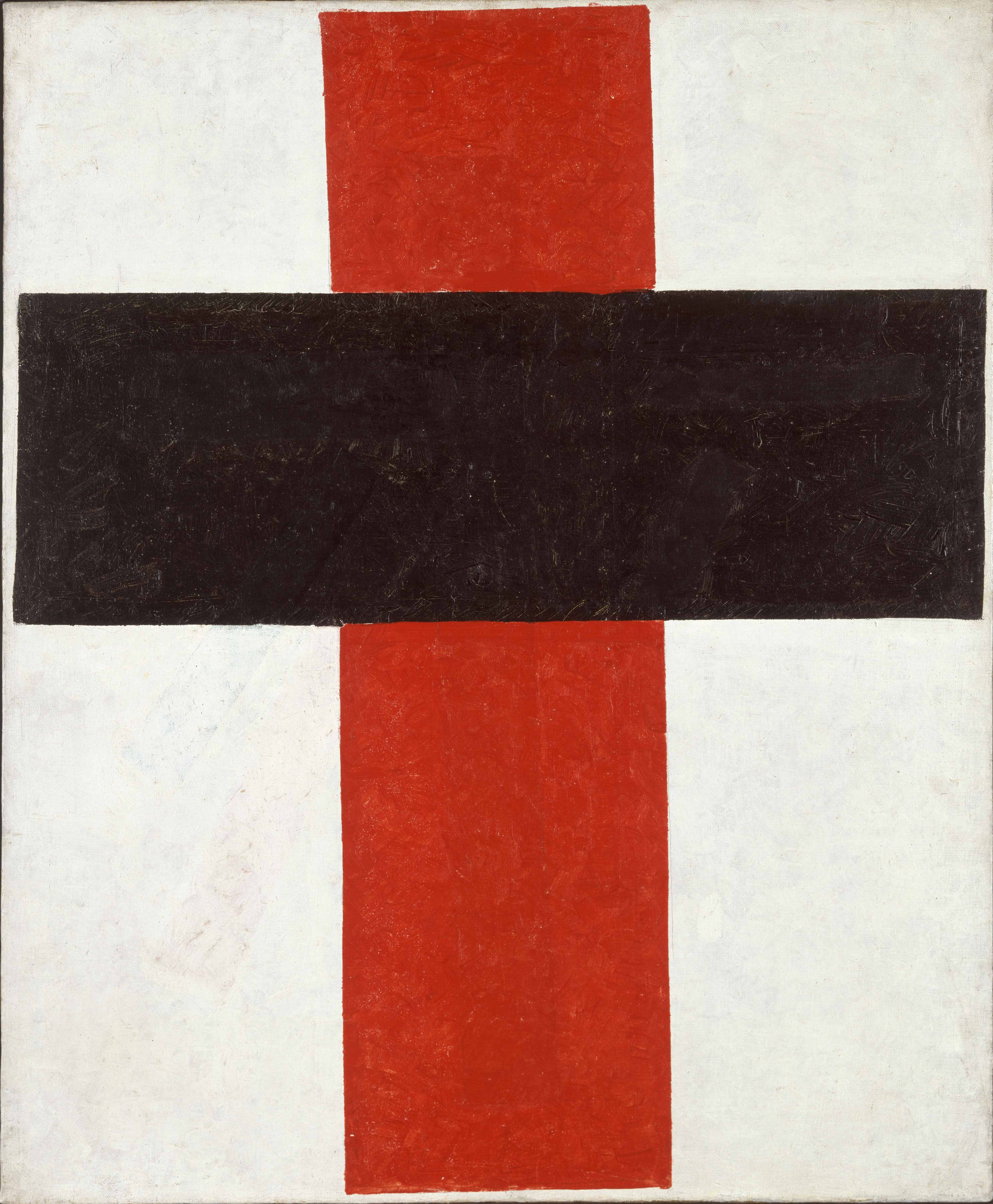
Suprematismo, 1921-1927
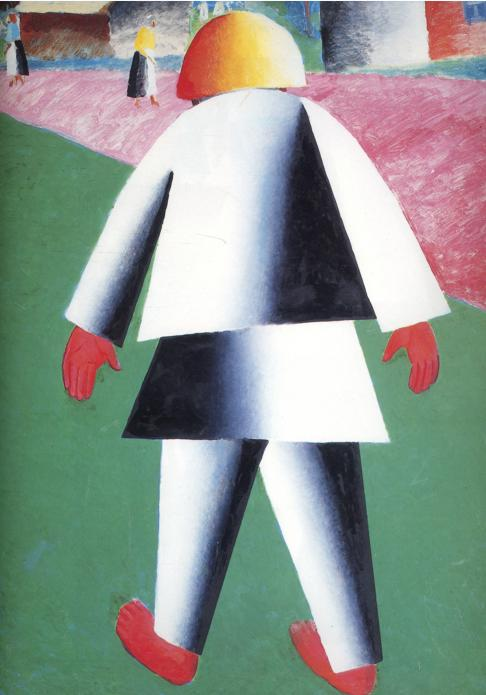
Ragazzo, 1928-1932
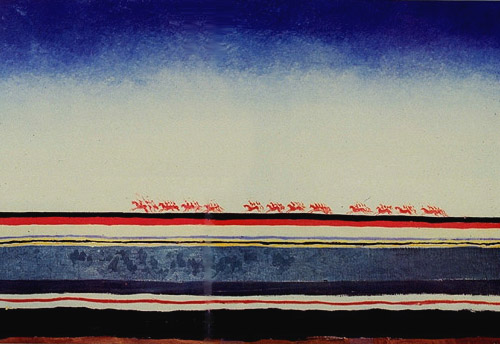
Cavalleria rossa, 1928-1932
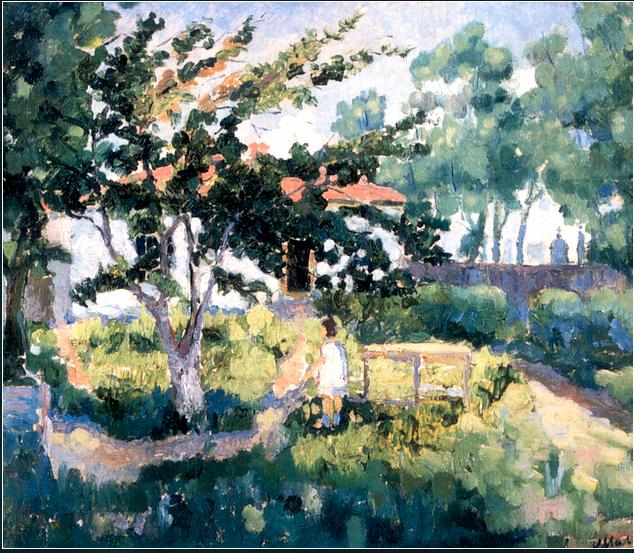
Paesaggio estivo, 1929
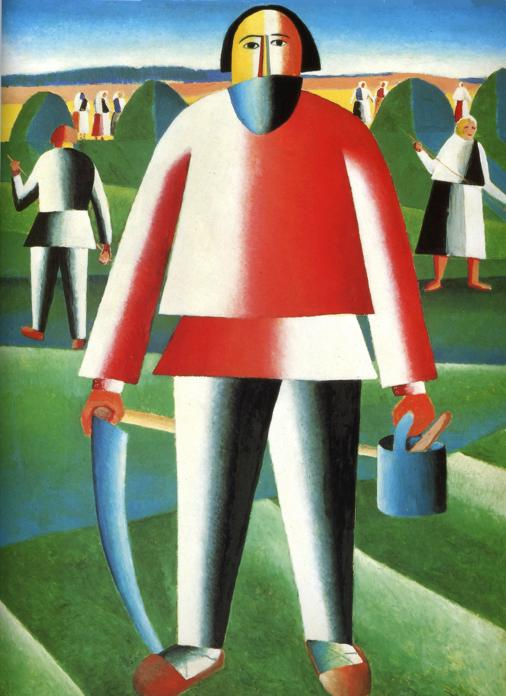
Falciatore, 1930
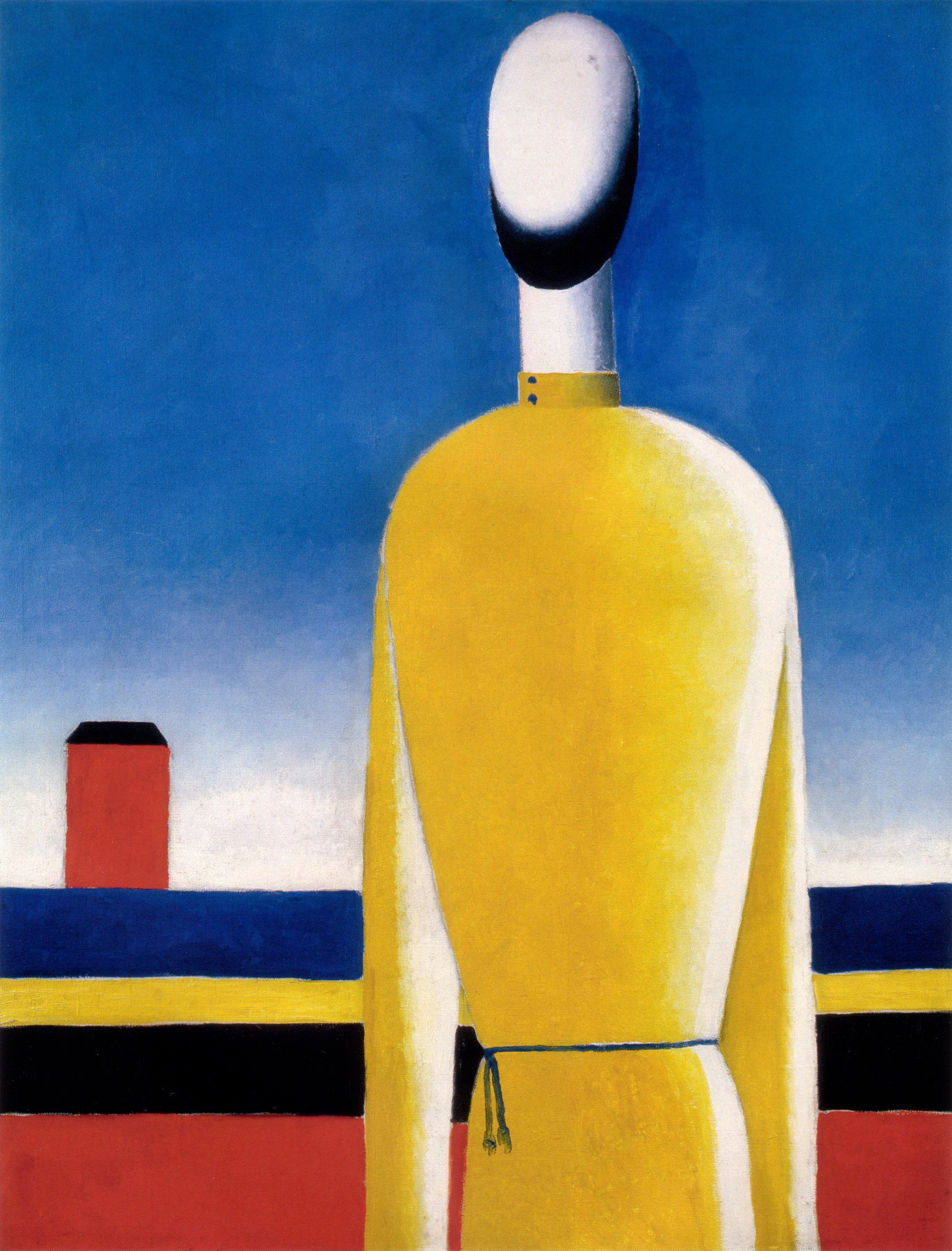
Premonizione complessa (Torso in un camice giallo), 1928-1932